# Florencia Lattanzio
María Florencia Lattanzio Báez (Ituzaingó, Buenos Aires, Argentina; 5 de abril de 2001) también conocida como La Puma Lattanzio es una futbolista argentina. Juega de arquera en Estudiantes de Buenos Aires de la Primera División A de Argentina.

## Trayectoria

### Inicios
En sus comienzos, de niña, jugó baby fútbol en "Las Guarachas" de Ituzaingó. Siempre fue arquera.

### Boca Juniors
Luego de una prueba quedó fichada en el Xenéize para jugar con la reserva. Fue tercer arquera y no llegó a disputar partidos oficiales con Las Gladiadoras.

### Comunicaciones
En agosto de 2021 se confirma su pase al Club Comunicaciones para disputar el Torneo Clausura 2021. En octubre de 2021 sufrió una lesión que la marginó el resto de la temporada, por lo cual disputó pocos encuentro con Comu.

### Excursionistas
En enero de 2022 se confirma su llegada a Las Amazonas. Debutó el 2 de marzo de dicho año, con el dorsal número 1, en la primera fecha del Campeonato ante Independiente, el partido culminó en derrota por 5-0 de su equipo en el Estadio Libertadores de América. En noviembre de ese mismo año se desvincula del club.

### Independiente
A finales de 2022 y de cara a la nueva temporada 2023, se suma como refuerzo de Las Diablas. El 17 de agosto de 2023 se hizo oficial su desvinculación del club.

### Estudiantes de Buenos Aires
En agosto de 2023 incorpora a el Pincha de Caseros
Disputó los últimos 5 partidos .

## Estadísticas

### Clubes
| Club             | Liga               | País      | Año             |
| ---------------- | ------------------ | --------- | --------------- |
| Boca Juniors     | Primera División A | Argentina | 2020 - 2021     |
| Comunicaciones   | Primera División A | Argentina | 2021 - 2022     |
| Excursionistas   | Primera División A | Argentina | 2022            |
| Independiente    | Primera División A | Argentina | 2022 - 2023     |
| Estudiantes (BA) | Primera División A | Argentina | 2023 - presente |

## Vida personal
Su padre fue arquero; llegó a atajar en las reservas de Racing Club de Avellaneda y San Lorenzo. Fue él quien la apoyó y motivó a ser arquera.
En 2015 participó junto a su hermana gemela y su padre en el programa Laten Corazones de Telefe, bajo la conducción de Mariano Iúdica. Participaron en el concurso de canto bajo el apodo "Los Lattanzio".
Tiene una hermana gemela, Camila Lattanzio, que participó de la décima temporada de Gran Hermano Argentina. El 20 de febrero de 2023 ingresó a la casa de Gran hermano, en la 10.° temporada, para acompañar a su hermana gemela Camila por unos días.
Tiene un profesorado de guitarra.